# Верхотурська ГЕС
Верхотурська ГЕС — гідроелектростанція на річці Тура в міському окрузі Верхотурський Свердловської області, біля міста Верхотур'є. Належить ВАТ «Волзька ТГК», входить до складу її Свердловської філії.

## Природні умови
Верхотурська ГЕС розташована на річці Тура (притока Тобола) за 818,5 км від її гирла. Площа басейну річки у створі ГЕС становить 5230 км². Водний режим Тури характеризується високими і тривалими весняними повенями, нестійкою (переривається одним-двома дощовими паводками) літньо-осінньою та стійкою зимової меженню. Повінь зазвичай починається в квітні, її середня тривалість становить 65 днів, в багатоводні роки рівень підйому води над меженним рівнем перевищує 5 м. Середньорічна витрата води в річці становить 29 м3/с, середньорічний стік — 0,913 км³. Максимальну витрату води, з повторюваністю 1 раз на 1000 років, оцінюють у 1490 м3/с. Вище Верхотурської ГЕС на річці Турі розташовані три гідровузли — Верхньо-Туринський, Красноуральська гребля і Нижньо-Туринський.
Клімат району, де розташована ГЕС континентальний, з холодною сніжною зимою і коротким дощовим літом. Мінімальна річна температура сягає -52°С, максимальна +36°С, річна сума опадів у різних частинах басейну водосховища ГЕС становить 550-670 мм. У фундаменті споруд ГЕС розташовані слабко тріщинуваті гранодіорити.

## Конструкція станції
Конструктивно Верхотурська ГЕС являє собою низьконапірну гребельну гідроелектростанцію з пригребельною будівлею ГЕС. Споруди гідроелектростанції включають в себе глухі бетонні лівобережну і правобережну греблі, водозливну греблю, станційну греблю і будівлю ГЕС, розділювальний стоян, відвідний канал. Загальна довжина напірного фронту становить 245,7 м. Встановлена потужність електростанції становить 7 МВт (за російським стандартами станція класифікується як мала ГЕС), середньорічне виробництво електроенергії — 32 млн кВт·год.

### Глухі греблі
До складу споруд Верхотурської ГЕС входять дві глухі гравітаційні бетонні греблі ідентичної конструкції — лівобережна та правобережна. Лівобережна дамба має довжину 45 м, ширина по гребеню 5,75 м, максимальну висоту 24,4 м. Правобережна дамба має довжину 30 м, ширина по гребеню 1,5 м, максимальну висоту 19 м. У греблях розміщена потерна, для захисту від фільтрації у фундаменті виконана цементація.

### Водоскидна гребля і розділювальний стоян
Водозливна бетонна гравітаційна гребля розташована між правобережною глухою греблею і розділювальним стояном, призначена для пропуску витрат води, що перевищують пропускну здатність гідроагрегатів. Водозлив греблі нерегульований — скидання води відбувається автоматично шляхом її переливання поверх греблі при перевищенні рівнем водосховища позначки гребеня греблі (112 м за Балтійською системою висот). Довжина греблі — 128,5 м, ширина основи — 23,2 м, найбільша висота — 26 м. Дамба розрахована на максимальний пропуск води в об'ємі 1130 м3/с.
Гребля розділена на дві водоскидні ділянки, розділені бичком завтовшки 3,5 м. Перша ділянка завдовжки 41 м, дно греблі за нею укріплене рисбермою з бетонних плит завтовшки 1-1,5 м. Друга ділянка має довжину 81,5 м, рисберми за нею немає. Щоб зменшити об'єм бетону, в низовій частині греблі влаштовані ніші завширшки 4,3 м, заповнені кам'яною кладкою. Ближче до верхової грані в тілі греблі обладнана потерна, для захисту від фільтрації в основі греблі проведена цементація.
Розділювальний стоян розташований між станційною та водоскидною греблями. Довжина стояна — 9,7 м, максимальна висота — 23,5 м. В низовій частині стояна розташована електрична підстанція, у верховій — шандоросховище.

### Станційна гребля і будівля ГЕС
Станційна бетонна гравітаційна гребля розміщена між розділовим стояном і лівобережною глухою греблею. Її довжина становить 32,5 м, ширина по гребеню — 5,75 м, ширина основи — 17 м, максимальна висота — 26 м. В тілі греблі влаштована потерна, для захисту від фільтрації в основі виконана цементація. У нижній частині греблі розташовані три водоводи, що підводять воду до розташованих в будівлі ГЕС гідротурбін. Розміри водоводів змінюються від 7,5×4 м на початку до 2,84×2,84 м в кінці. Водоприймальні отвори водоводів обладнані Сміттєзатримувальними ґратами і ремонтними плоскими колісними затворами.
Будівля ГЕС, що складається з трьох агрегатних секцій, безпосередньо примикає до низової станційної частини греблі. У машинному залі будівлі ГЕС розміщені три вертикальні гідроагрегати з радіально-осьовими турбінами. Два гідроагрегати потужністю 2,25 МВт американського виробництва, з турбінами фірми S. Morgan Smith Co. і генераторами S21P515. Турбіни працюють на розрахунковому напорі 14 м, максимальна витрата води через кожну турбіну — 21 м3/с. Один гідроагрегат російського виробництва, має потужність 2,5 МВт, з турбіною РО-123-СБ-160 виробництва заводу «Уралгідромаш» і генератором ВСГ 325/49-32 виробництва заводу «Уралелектроапарат». Турбіна працює на розрахунковому напорі 12-20 м з максимальною витратою води 14 м3/с. Цей гідроагрегат вступає в роботу тільки під час паводка, через його неекономічність і різке зниження потужності при зменшенні тиску. Вода, що відпрацювала на гідроагрегатах, скидається у відвідний канал завдовжки 65 м, який не має бетонного кріплення.
Генератори виробляють електроенергію з напругою 6,3 кВ, яка перетворюється трансформаторами і подається в енергосистему по лініях електропередачі 35 кВ і 10 кВ.

### Водосховище
Підпірні споруди ГЕС утворюють невелике Верхотурське водосховище, яке при нормальному підпірному рівні має площу 3,18 км², довжину 25 км, максимальну ширину 0,53 км. Повний і корисний об'єм водосховища становить 12,39 і 8,29 млн м3 відповідно, що дозволяє здійснювати добове регулювання стоку. Відмітка нормального підпірного рівня водосховища становить 112 м над рівнем моря (за Балтійською системою висот), рівня мертвого об'єму — 108,5 м, форсованого підпірного рівня — 114,45 м.

## Історія будівництва та експлуатації
Проект Верхотурської ГЕС розроблений інститутом «Ленгідропроект». Будівництво станції почалося 1943 року під час Німецько-радянської війни, з метою забезпечення електроенергією золотовидобувних підприємств. Будівництво станції передбачали здійснити у дві черги, першу чергу (з відміткою рівня водосховища 112 м) прийняли в експлуатацію 21 грудня 1949 року. Друга черга (з відміткою рівня водосховища 117 м) побудована не була, гідровузол в постійну експлуатацію не приймали. До 1958 року Верхотурська ГЕС працювала ізольовано, забезпечуючи, зокрема, роботу електрифікованої залізниці Свердловськ-Сєров, потім її підімкнули до єдиної енергосистеми. Від 2006 року власником станції є ВАТ «ТГК-9», ГЕС входить до складу її Свердловської філії; 2014 року, в рамках консолідації активів КЕС Холдингу, ВАТ «ТГК-9» приєднано до ВАТ «Волзька ТГК».